# Mimmo Paladino

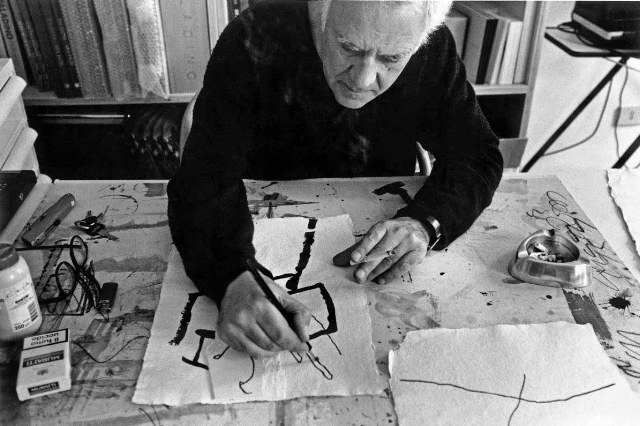
Paladino in 2010

Mimmo Paladino (Paduli, 18 december 1948) is een Italiaans schilder, beeldhouwer en graficus.
Mimmo Paladino werd geboren als Domenico Paladino. 
Hij studeerde aan het Liceo Artistico in Benevento van 1964 tot 1968. Hij is een van de bekendste kunstenaars van de Transavantgarde beweging, samen met Sandro Chia, Francesco Clemente, Enzo Cucchi and Nicola de Maria.
In Juni 2008 werd een belangrijk werk van Paladino onthuld, "Porta di Lampedusa - Porta d'Europa", een monument ter nagedachtenis aan de migranten uit Afrika die stierven tijdens de overtocht.  Hij werkte ook samen met Brian Eno voor de installatie "I Dormienti" dat in the Roundhouse in Londen werd gecreëerd.
- Art Gallery of South Australia: 10019
- Biblioteca Nacional de España: XX1186554
- Bibliothèque nationale de France: cb12027067t (data)
- Catàleg d'autoritats de noms i títols de Catalunya: 981058519505406706
- CiNii: DA04539372
- Gemeinsame Normdatei: 118591274
- International Standard Name Identifier: 0000 0001 2144 3781
- KulturNav: 8369b326-223f-432e-9ce6-c7037c84f019
- Library of Congress Control Number: n81131112
- Bibliotheek van het Japanse parlement: 00472684
- National Gallery of Victoria: 1152
- Nationale Bibliotheek van Tsjechië: jn20000701362
- Nationale bibliotheek van Australië: 36543656
- Nationale Bibliotheek van Israël: 987007266215905171
- Nederlandse Thesaurus van Auteursnamen: 068582099
- Réseau des bibliothèques de Suisse occidentale: 02-A003665990
- RKD-Nederlands Instituut voor Kunstgeschiedenis: 61541
- Istituto Centrale per il Catalogo Unico: CFIV002609
- SNAC: w6kw6gkr
- Système universitaire de documentation: 028434587
- Museum of New Zealand Te Papa Tongarewa: 1762
- Trove: 1283220
- Union List of Artist Names: 500021173
- Virtual International Authority File: 95811646
- WorldCat: E39PBJcc7TCV7cRyjq7RTGWqwC